# 第16期女流王将戦
第16期女流王将戦（だい16きじょりゅうおうしょうせん）は、1993年度（1993年月日 - 1994年5月31日）の女流王将戦である。
女流王将戦三番勝負は1994年度内の日程で行われ、清水市代女流王将に挑戦者の斎田晴子女流二段が挑み、斎田がタイトル初奪取した。

## 女流王将戦三番勝負
| 対局者           | 第1局          | 第2局          |              |
| 対局者           | 1994年 5月17日 | 1994年 5月31日 |              |
| ---------------- | -------------- | -------------- | ------------ |
| 清水市代女流王将 | ●              | ●              |              |
| 斎田晴子女流二段 | ○              | ○              | 女流王将獲得 |